# Католицизм на Барбадосе

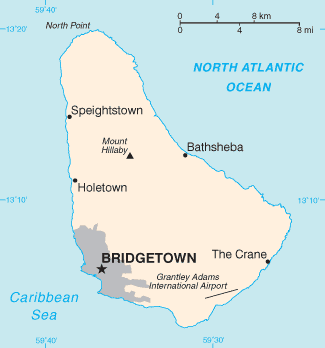
Карта Барбадоса

Католицизм на Барбадосе — Римско-Католическая Церковь в островном государстве Барбадос является частью всемирной Католической церкви.
Численность католиков на Барбадосе составляет около 12 тысяч человек (4,2 % от общей численности населения).

## История
C самого начала своего существования католическая община Барбадоса до 1956 года подчинялась епископу Тринидада и Тобаго. С 20 февраля 1956 года Римский папа Пий XII Барбадос входил в епархию Сент-Джорджеса с центром в городе Сент-Джорджес, Гренада. 7 марта 1970 года была образована епархия Бриджтауна-Кингстауна с центром в городе Бриджтаун. 1989 года Святой Престол учредил епархию Бриджтауна с юрисдикцией на всю территорию Барбадоса.
Католическая церковь в Барбадосе входит в Конференцию католических епископов Антильских островов.

## Нунции
19 апреля 1979 года Римский папа Иоанн Павел II выпустил бреве «Publicis necessitudinis», создавшее в Барбадосе апостольскую нунциатуру.
- Паул Фуад Наим Табет (9.02.1980 — 11.02.1984)
- Мануэл Монтейру де Каштру (25.04.1987 — 21.08.1990)
- Эухенио Сбарбаро (7.08.1991 — 26.04.2000)
- Эмиль Паул Черриг (20.01.2001 — 22.05.2004)
- Томас Эдвард Гулликсон (20.12.2004 — 21.05.2011)
- Никола Гирасоли (29.10.2011 — по настоящее время)